# هنري كيس
هنري كيس (بالإنجليزية: Henry Case)‏ هو ضابط أمريكي، ولد في 19 نوفمبر 1823، وتوفي في 12 مارس 1884.